# Balzo (tocado)

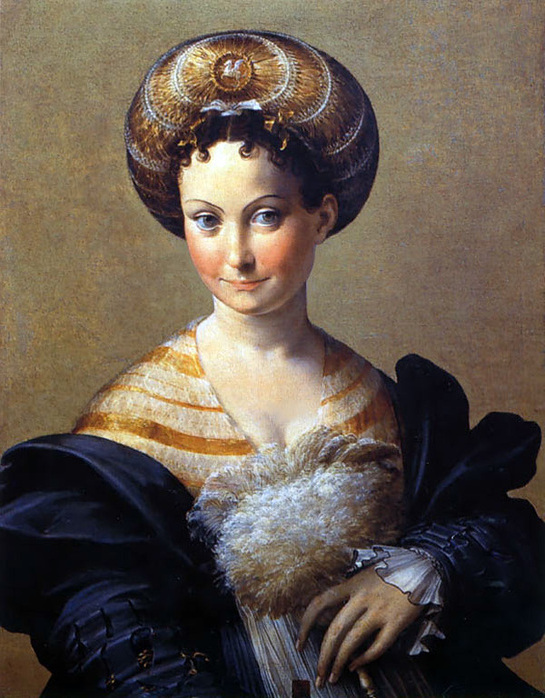
Este retrato de hacia 1532 de una dama noble desconocida fue titulado La esclava turca porque su balzo fue incorrectamente considerado un turbante en los siguientes siglos.

El balzo fue un tocado femenino muy de moda entre las nobles italianas durante las primeras décadas del siglo XVI. Tenía forma de rosquilla, siendo una gran rosca de brocado o terciopelo, fijándose con redecillas o cintas, pero visto de frente se parecía a un turbante, aunque normalmente se usaba hacia atrás, exponiendo el cabello, a diferencia del turbante.

El tocado parece una versión más grande del tocado redondeado que en la Italia del siglo XV las damas lucían junto con la frente afeitada hasta la altura del tocado. El balzo del siglo XVI se dice que fue creado por Isabel de Este, que consideraba que la favorecía y pronto fue imitada. A principios del siglo XVI los hombres también llevaron una más rara variante masculina del balzo, que recuerda a una boina levantada en la parte delantera.

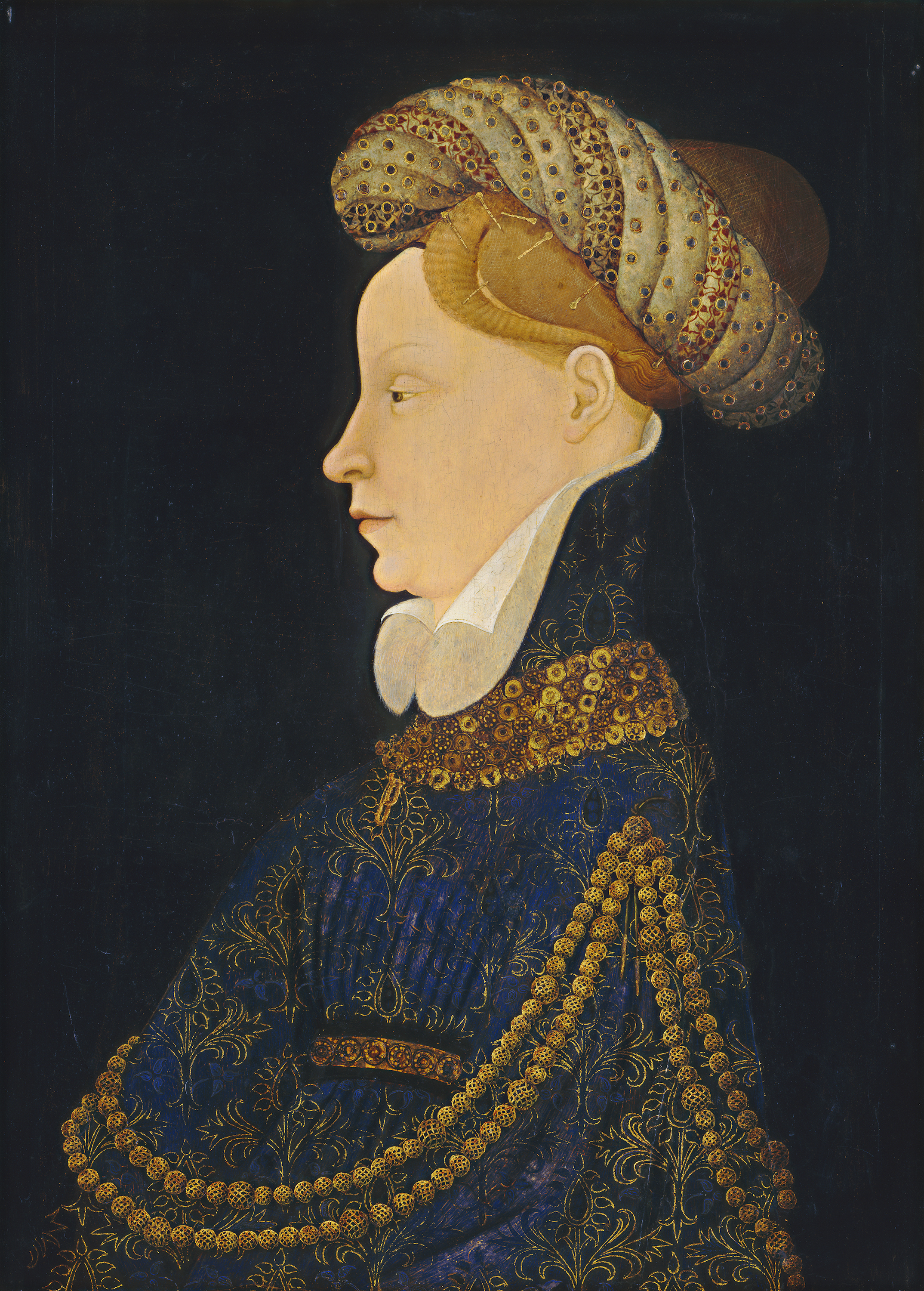
Retrato de perfil de una dama, c.1410; retrato de una mujer que lleva un "balzo temprano" con la frente afeitada.
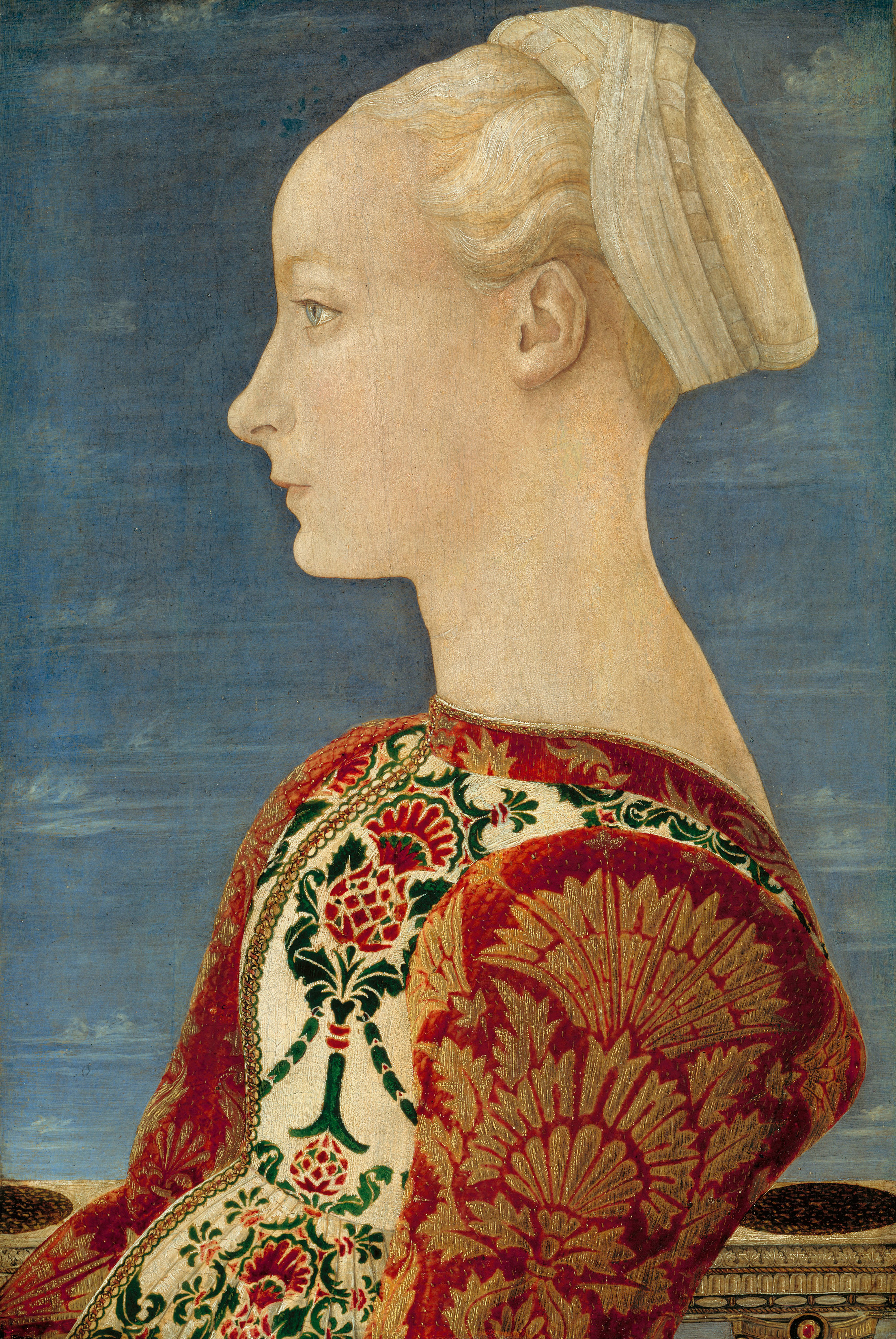
Retrato de una joven dama de Piero Pollaiuolo, 1465.
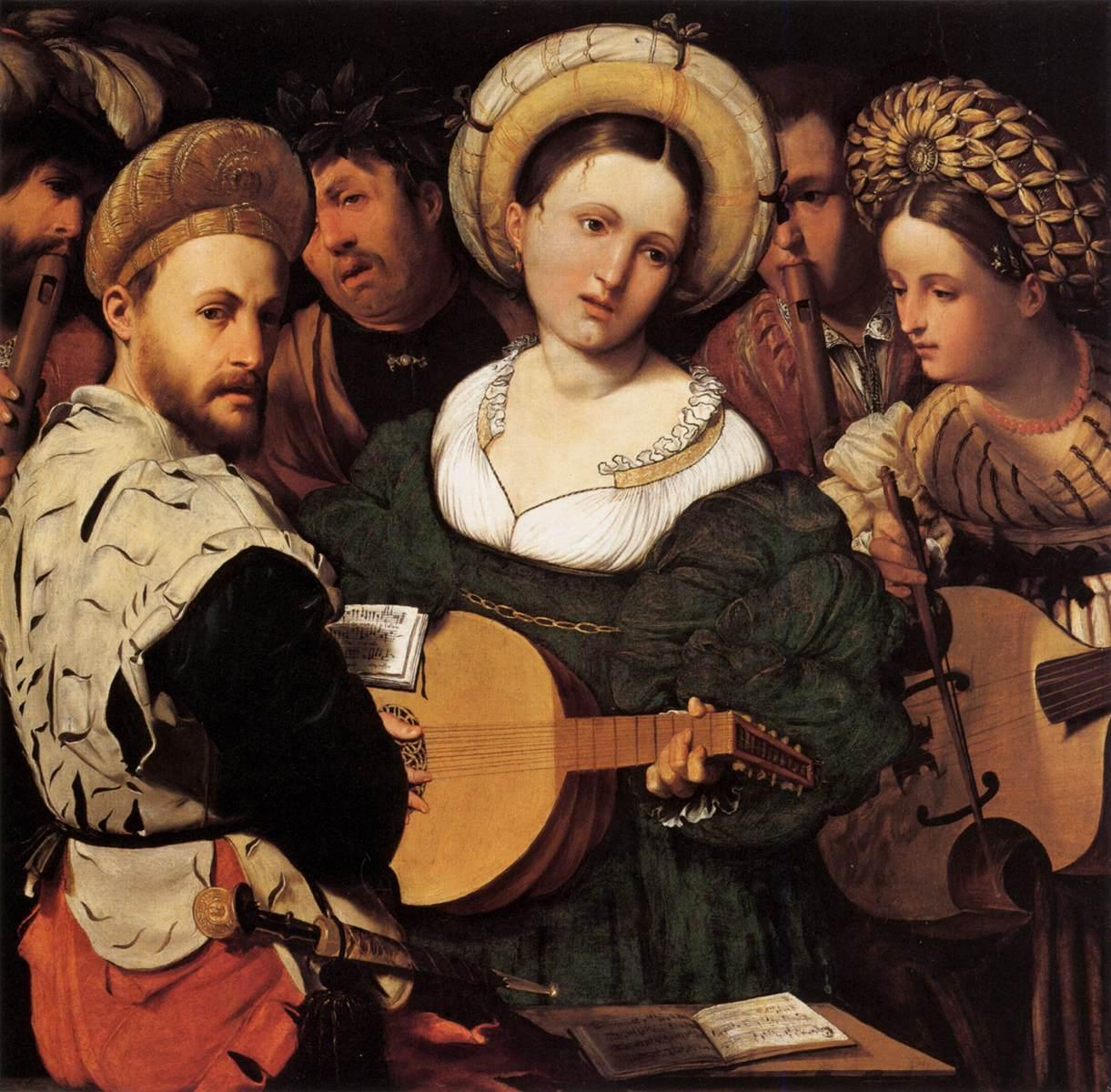
El concierto de Callisto Piazza, 1528-1530. Dos mujeres y un hombre luciendo balzos, mostrando las diferencias entre el estilo femenino y masculino.
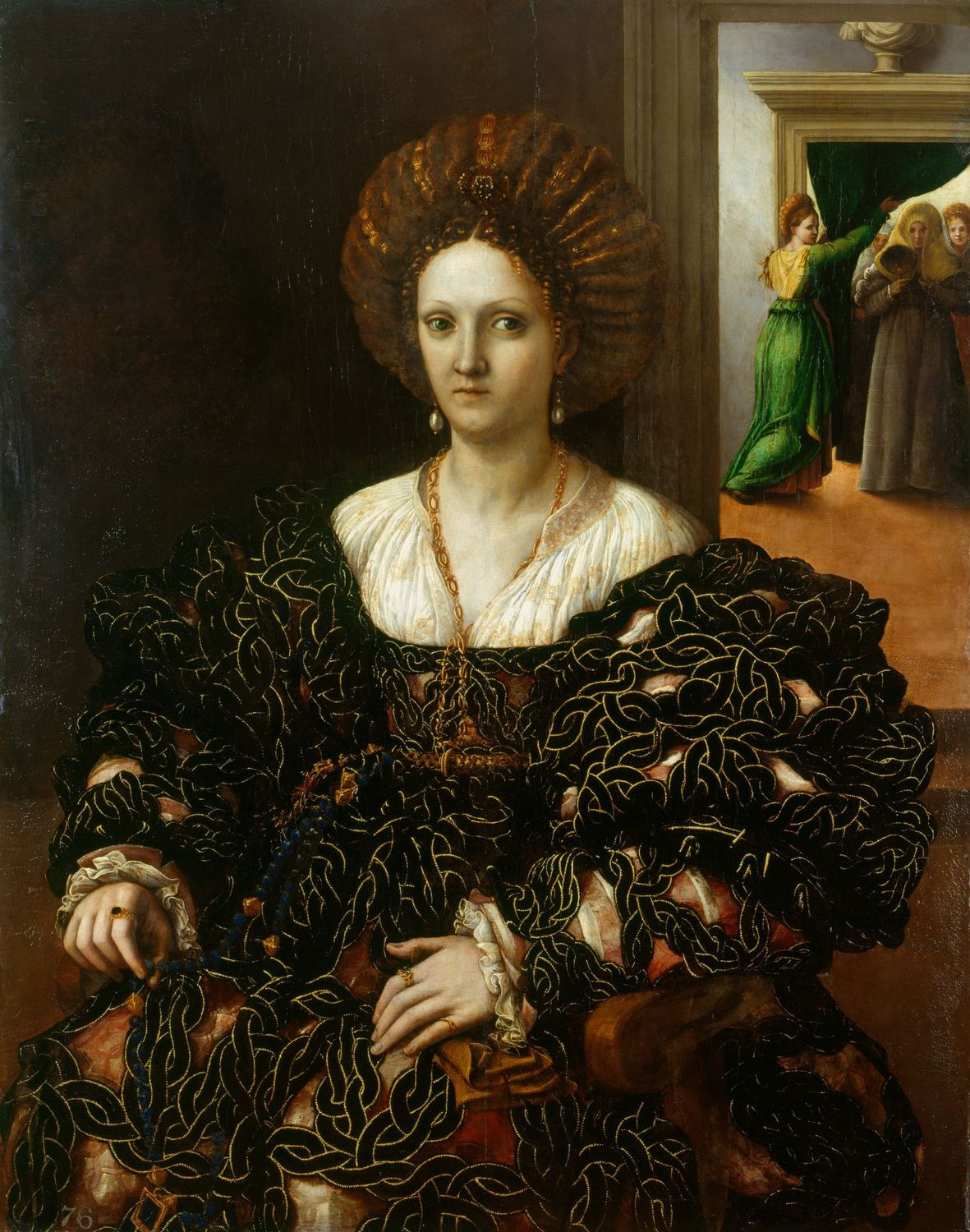
Retrato de Margarita de Monferrato de Giulio Romano, 1531.
Retrato de Isabel de Este de Tiziano, 1534-1536.